# Zamar
O zamar ou azamar é um instrumento tradicional berbere da região do Rife Oriental. Este instrumento toca-se em todo o Rife Oriental, correspondende às províncias marroquinas de Driouch, Nador, Berkane e à metade norte das províncias de Guercif e Taza. Também é tocado pelos  rifenhos msirdas do outro lado da fronteira argelina.

## Produção
O azamar é um clarinete duplo com 12 buracos, 2 vezes 6 buracos, que termina em grandes cornos. O instrumento é feito a mão, compõe-se de uma cabeça que consta de duas canas simples, um corpo feito de dois canos de cana, a cada um com 6 buracos e dois pavilhões feitos de chifres de vaca cortados  (às vezes somente um para ambos canos). O corpo e a cabeça estão tradicionalmente unidos por cera de abelha.

## Tocar o instrumento
Ao contrário do tamja (ou gasba; outra flauta), o azamar não é uma flauta oblíqua e, como tal, se toca colocando a flauta de frente e o intérprete infla as bochechas. Produz um zumbido baixo. Tocar o zamar requer muita prática e anos de experiência até dominar o instrumento corretamente. No Rife, o azamar toca-se principalmente em casamentos e festas. Também pode acompanhar os Izran (cantos berberes).

## Origem
A palavra azamar provavelmente provém de uma raiz afro-asiática zmr. Esta raiz deu a palavra zmar ("assobiar" em berbere), mizmar, ("flauta" em árabe). O azamar é originalmente um instrumento berbere tocado por membros das tribos zenetas do Rife. Este instrumento está muito presente à província de Nador, onde foi onipresente nos casamentos. Os Beni Snassen de Berkane também tocam o zamar. Atualmente um grupo de tribos de fala árabe de Angad e Triffa, bem como os Ouled Settouts também o tocam, ainda que basicamente o folclore seja de origem berbere.